# Fuglie
Fuglie är en småort i Trelleborgs kommun och kyrkby i Fuglie socken på Söderslätt i Skåne.
Fuglie består grovt indelat av två kvarter.
På en höjd ligger Fuglie kyrka som är byggd i början av 1900-talet i nygotisk stil. Kvar från den medeltida kyrkan finns altaret från 1595 och dopfunten från 1656. Framför kyrkan står en runsten (Fugliestenen 2) och på en gravhög i en trädgård bredvid står ytterligare en, Fugliestenen 1. Fuglie skrivs omkring 1120 Fuglhøge. Förleden är djurbenämningen fågel, på fornspråket fughl eller foghl.

## Noter

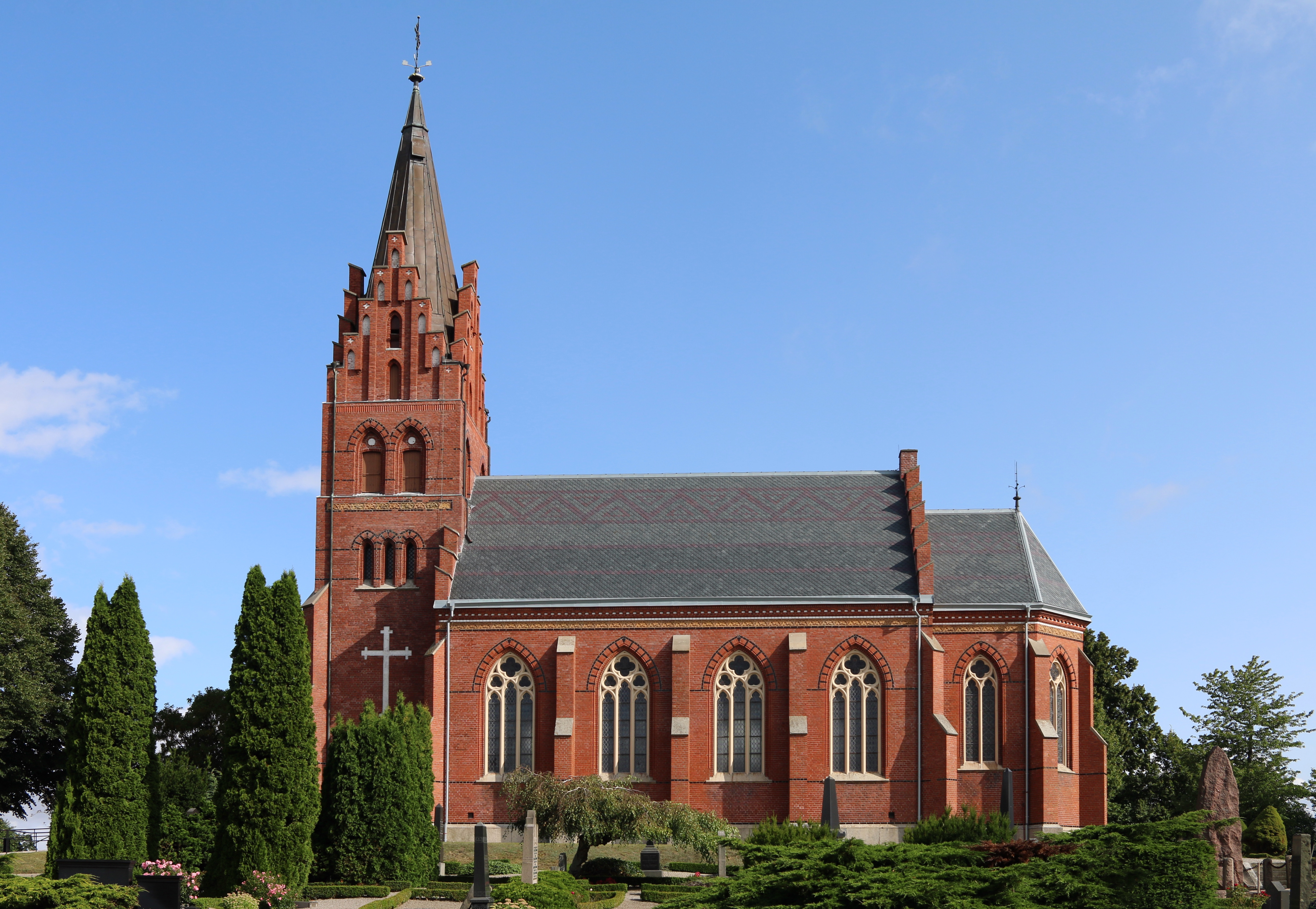
Fuglie kyrka